# Lijst van voetbalinterlands Ierland - Joegoslavië
Deze lijst van voetbalinterlands is een overzicht van alle officiële voetbalwedstrijden tussen de nationale teams van Ierland en Joegoslavië. De landen speelden vier keer tegen elkaar. De eerste ontmoeting, een vriendschappelijke wedstrijd, werd gespeeld in Dublin op 19 oktober 1955. Het laatste duel, een kwalificatiewedstrijd voor het Europees kampioenschap voetbal 2000, vond plaats op 1 september 1999 in de Ierse hoofdstad.

## Wedstrijden
| № | Plaats   | Datum            | Competitie           | Wedstrijd             | Uitslag |
| - | -------- | ---------------- | -------------------- | --------------------- | ------- |
| 1 | Dublin   | 19 oktober 1955  | Vriendschappelijk    | Ierland – Joegoslavië | 1 – 4   |
| 2 | Dublin   | 27 april 1988    | Vriendschappelijk    | Ierland – Joegoslavië | 2 – 0   |
| 3 | Belgrado | 18 november 1998 | EK 2000 kwalificatie | Joegoslavië – Ierland | 1 – 0   |
| 4 | Dublin   | 1 september 1999 | EK 2000 kwalificatie | Ierland – Joegoslavië | 2 – 1   |

## Samenvatting
| Competitie        | Totaal gespeeld | Winst Ierland | Gelijk | Winst Joegoslavië | Doelsaldo Ierland – Joegoslavië |
| ----------------- | --------------- | ------------- | ------ | ----------------- | ------------------------------- |
| EK-kwalificatie   | 2               | 1             | 0      | 1                 | 2 − 2                           |
| Vriendschappelijk | 2               | 1             | 0      | 1                 | 4 − 5                           |
| Totaal            | 4               | 2             | 0      | 2                 | 6 − 7                           |

## Details

### Derde ontmoeting
| EK 2000 kwalificatie (Belgrado, Joegoslavië, 18 november 1998): |              | |
| Joegoslavië | 1 – 0        | Ierland |
| Predrag Mijatović 64' | goals        | |
| Milan Živadinović | bondscoach   | Mick McCarthy |
| Ivica Kralj Dejan Stanković Goran Đorović Slaviša Jokanović Miroslav Đukić Jovan Stanković Vladimir Jugović 84' Dragan Stojković 46' Siniša Mihajlović Predrag Mijatović Savo Milošević 78' | opstellingen | Shay Given Denis Irwin Gary Breen Kenny Cunningham Steve Staunton 82' Jason McAteer Roy Keane Mark Kinsella 71' Alan McLoughlin Damien Duff 71' Niall Quinn |
| Darko Kovačević 46' Ljubinko Drulović 78' Nenad Grozdić 84' | wissels      | 71' David Connolly 71' Tony Cascarino 82' Keith O'Neill |
| Miroslav Đukić 44' Slaviša Jokanović 48' | gele kaarten | |

### Vierde ontmoeting
| EK 2000 kwalificatie (Dublin, Ierland, 1 september 1999): |       |                     |
| Ierland                                                   | 2 – 1 | Joegoslavië         |
| Robbie Keane 54' Mark Kennedy 69'                         | goals | 60' Dejan Stanković |